# Жумагулов, Жусуп Рахатович
Жусуп Рахатович Жумагулов (каз. Жүсіп Рахатұлы Жұмағұлов; род. 30 сентября 1992, Алма-Ата, Казахстан) — государственный служащий, Заместитель акима Северо-Казахстанской области, Экс-аким района Нура г. Астана. Экс-аким района Сарыарка (с 10.02.2022 года). Член президентского молодёжного кадрового резерва.

## Биография

### Образование
Учился в гимназии № 105 им. Ораза Жандосова.
2011—2015 — КИМЭП, деловое администрирование.
2015—2017 — КАЗГЮУ им. М. С. Нарикбаева, магистр юриспруденции.
2018—2020 — Назарбаев Университет, магистр государственного управления.

### Карьера
После окончания бакалавриата прошёл стажировку (май — сентябрь 2015 года) в ГУ «Управление администрирования специальной экономической зоны „Астана-Новый город“», с сентября 2015 года по февраль 2016 года был там общественным сотрудником.
12.2015-09.2016 — главный специалист отдела инновации и инвестиции ГУ «Управление инвестиции и развития города Астаны».
09.2016-05.2017 — заместитель руководителя КГУ «Центр исследования проблем религий» акимата города Астаны.
05.2017-08.2018 — руководитель КГУ «Центр исследования проблем религий» акимата города Астаны.
08.2018-11.2019 — заместитель руководителя ГУ «Управление по делам общественного развития города Астаны».
01.2020-08.02.2022 — заместитель руководителя ГУ «Аппарат акима города Нур-Султан».
С февраля 2022 года по апрель 2023 г. — аким района «Сарыарка» города Астаны.
С апреля 2023 года — аким Нуринского района города Астаны.
С 20 августа 2024 года назначен заместителем акима Северо-Казахстанской области.